# Отцы и дети
«Отцы́ и де́ти» (рус. дореф. Отцы и Дѣти) — роман И. С. Тургенева, написанный в 1860—1861 годах и опубликованный в 1862 году в журнале «Русский вестник».
В обстановке «великих реформ» книга стала сенсацией и привлекла к себе всеобщее внимание, а образ главного героя Евгения Базарова был воспринят как воплощение нового, пореформенного поколения, став примером для подражания молодёжи 1860-х гг. Свойственные Базарову бескомпромиссность, отсутствие преклонения перед авторитетами и старыми истинами, приоритет полезного над прекрасным стали идеалами первого поколения пореформенной интеллигенции.

## Сюжет
Действия в романе происходят весной 1859 года, то есть накануне крестьянской реформы 1861 года.
Дворянин и помещик Николай Петрович Кирсанов встречает своего сына Аркадия. Он окончил университет и приехал в родной дом из Петербурга. Аркадий объявляет, что с ним приехал его лучший друг Евгений Васильевич Базаров, доктор и нигилист. Отцу и сыну неловко друг с другом поначалу.
Прошло около двух недель. Жизнь в Марьине текла своим порядком: Аркадий сибаритствовал, Базаров работал. Все в доме привыкли к нему, к его небрежным манерам, к его немногосложным и отрывочным речам. Фенечка, в особенности, до того с ним освоилась, что однажды ночью велела разбудить его: с Митей сделались судороги; и он пришел и, по обыкновению, полушутя, полузевая, просидел у ней часа два и помог ребенку. Базаров и Аркадий некоторое время гостят у Кирсановых (отца Николая Петровича и дяди Павла Петровича). Напряжённые отношения со старшими Кирсановыми заставляют Базарова покинуть Марьино и отправиться в губернский город ***. Аркадий едет с ним.
Город ***, куда отправились наши приятели, состоял в ведении губернатора из молодых, прогрессиста и деспота, как это сплошь да рядом случается на Руси. Он в течение первого года своего управления успел перессориться не только с губернским предводителем, отставным гвардии штабс-ротмистром, конным заводчиком и хлебосолом, но и с собственными чиновниками. Базаров с Аркадием проводят время в компании местной «прогрессивной» молодёжи — Кукшиной и Ситникова. Затем на балу у губернатора знакомятся с Анной Одинцовой. Базаров с Аркадием едут в Никольское, имение Одинцовой, в городе остаётся уязвлённая ими госпожа Кукшина.
Базаров и Аркадий, увлечённые Одинцовой, проводят некоторое время в Никольском. После объяснения в любви испугавший этим Одинцову Базаров вынужден уехать. Он едет к своим родителям (Василию и Арине Базаровым), вместе с ним едет Аркадий.
Базаров вместе с Аркадием гостит у своих родителей. Устав от проявлений родительской любви, Базаров оставляет обескураженных отца и мать и вместе с Аркадием снова едет в Марьино. По дороге они заезжают в Никольское, но, встретив холодный приём, продолжили поездку в имение Кирсановых.
Базаров живёт некоторое время в Марьино. Нахлынувший порыв любовной страсти Евгения выплёскивается в поцелуй с Фенечкой, матерью внебрачного сына Николая Петровича Кирсанова. Из-за этого поступка Павел Петрович вызывает Базарова на дуэль, где Базаров выстрелом из пистолета ранит его в ногу. Аркадий, возвратившись в Марьино, один уезжает в Никольское и остаётся у Одинцовой, всё более и более увлекаясь её сестрой Катей. Окончательно испортив отношения со старшими Кирсановыми, Базаров тоже едет в Никольское, к Аркадию, не желая при этом видеть Одинцову. Анна Сергеевна, однако, через своего камердинера приглашает Базарова в гостиную, где он извиняется перед нею за своё «глупое» признание. Одинцова принимает извинения и предлагает Базарову по-прежнему оставаться приятелями. Несколько дней Базаров проводит в Никольском. Аркадий объясняется Кате в любви и просит её руки у Анны Сергеевны. Навсегда простившись с Аркадием, Базаров вновь возвращается к своим родителям.
Живя у родителей, Базаров помогает отцу лечить больных и умирает от заражения крови, случайно порезавшись при вскрытии умершего от тифа человека. Перед смертью он в последний раз видится с Одинцовой, которая приезжает к нему по его просьбе.
Одинцова уезжает в Москву и выходит замуж не по любви. Аркадий Кирсанов женится на Кате, а Николай Петрович — на Фенечке. Павел Петрович навсегда уезжает за границу для поправления здоровья и остаётся на жительство в Дрездене, где знается больше с англичанами и с проезжими русскими.

## Критика
- В. П. Буренин этому роману выделяет почетное место, ставя его в ряд с сочинениями Толстого «Война и мир» и Пушкина «Евгений Онегин». Основного героя произведения — Базарова — он считает положительным персонажем, выделяющимся среди других энергией и особым духовным миром. Он противопоставляет этот образ представителям целого поколения, которые предшествовали бесхарактерным типам.
- Дмитрий Писарев написал большой критический очерк «Базаров» («Отцы и дети», роман И. С. Тургенева)[3].
- М. А. Антонович написал статью «Асмодей нашего времени» (1862 г.), в которой высказал мнение, что в романе «нет ни одного живого лица и живой души».
- Н. Н. Страхов также написал критическую статью «И. С. Тургенев, „Отцы и дети“», которая вышла в свет в 1862 году.

## Главные герои
- Евгений Васильевич Базаров — нигилист, студент, учится на лекаря. В нигилизме он — наставник Аркадия, протестует против либеральных идей братьев Кирсановых и консервативных взглядов своих родителей. Революционер-демократ, разночинец. К концу романа он влюбляется в Одинцову, изменяя свои нигилистические взгляды на любовь. Любовь оказалась испытанием для Базарова, он понимает, что в нём живёт явный романтик — он даже объясняется в любви Одинцовой. В конце книги работает сельским лекарем. Вскрывая умершего от тифа мужика, сам по неосторожности заражается. Умирающего Базарова по его просьбе навещает Одинцова. После смерти над ним совершают религиозный обряд.
- Николай Петрович Кирсанов — помещик, либерал, отец Аркадия, вдовец. Любит музыку и поэзию. Интересуется прогрессивными идеями, в том числе в сельском хозяйстве. В начале романа он стыдится своей любви к Фенечке, женщине из простого народа, но затем женится на ней.
- Павел Петрович Кирсанов — старший брат Николая Петровича, отставной офицер в возрасте «под пятьдесят», аристократ, гордый, самоуверенный, ярый приверженец либерализма. Часто спорит с Базаровым о любви, природе, аристократии, искусстве, науке. Одинок. В молодости пережил трагическую любовь. Видит в Фенечке княгиню Р., в которую когда-то был влюблён. Ненавидит Базарова и вызывает его на дуэль, на которой получает лёгкое ранение в бедро.
- Аркадий Николаевич Кирсанов — двадцатитрёхлетний сын первой жены Николая Петровича — Марии. Недавний «кандидат наук» (выпускник) Санкт-Петербургского университета и друг Базарова. Становится нигилистом под влиянием Базарова, но затем отказывается от этих идей.
- Василий Иванович Базаров — шестидесятидвухлетний отец Базарова, штаб-лекарь, отставной армейский хирург. Небогат. Управляет имением жены. В меру образован и просвещён, чувствует, что сельская жизнь оставила его в изоляции от современных идей. Придерживается в целом консервативных взглядов, религиозен, безмерно любит сына.
- Арина Власьевна Базарова — мать Базарова. Именно ей принадлежит деревушка Базаровых и двадцать две души крепостных крестьян (что мы узнаём от одного из слуг, когда Базаров ошибается в количестве крестьян, сказав, что их было пятнадцать). Набожная последовательница православия. Очень суеверна. Мнительна и сентиментально-чувствительна. Любит своего сына, глубоко обеспокоена его отречением от веры.
- Анна Сергеевна Одинцова — богатая двадцативосьмилетняя вдова, которая принимает друзей-нигилистов в своём имении. Симпатизирует Базарову, но после его признания в любви не отвечает взаимностью. Считает спокойную жизнь без волнений важнее всего, в том числе важнее любви.
- Катерина (Екатерина Сергеевна Локтева) — сестра Анны Сергеевны Одинцовой, младше её на десять лет, тихая, незаметная в тени сестры девушка, играет на фортепиано. С ней Аркадий проводит много времени, изнывая от любви к Анне. Но позже осознаёт свою любовь именно к Кате. В конце романа Екатерина выходит замуж за Аркадия, и у них рождается сын Коля.

## Другие герои
- Виктор Ситников — знакомый Базарова и Аркадия, приверженец нигилизма. Принадлежит к тому разряду «прогрессистов», которые отвергают любые авторитеты, гоняясь за модой на «свободомыслие». Он толком ничего не знает и не умеет, однако в своем «нигилизме» оставляет далеко за собой и Аркадия, и Базарова. Базаров Ситникова откровенно презирает.
- Авдотья Никитична Кукшина — знакомая Ситникова, которая, как и он, является приверженкой вульгарного нигилизма. В конце романа уезжает за границу.
- Фенечка (Федосья Николаевна) — дочь экономки Николая Петровича — Арины Савишны. После смерти матери стала любовницей барина и матерью его ребёнка. На момент повествования ей 23 года. Базаров, застав Фенечку одну в беседке, крепко целует её. Случайным свидетелем этого становится Павел Петрович, которого до глубины души возмущает поступок ненавидимого им нигилиста. Он особенно негодует ещё и потому, что сам неравнодушен к возлюбленной брата, которая напоминает ему княгиню Р. , и вызывает Базарова на дуэль. В конце poмана Фенечка становится женой Николая Петровича Кирсанова.
- Дуняша — служанка при Фенечке. Влюблена в Базарова.
- Пётр — слуга Кирсановых. Старается идти в ногу со временем и модно одевается. В конце романа женится на дочери городского огородника.
- Княгиня Р. (Нелли) — давняя возлюбленная Павла Петровича Кирсанова. Довольно противоречивая личность: днём она ведёт праздную светскую жизнь, а ночью усердно молится и кается. На момент действия романа её уже нет в живых.
- Матвей Ильич Колязин — чиновник в городе ***, родственник Кирсановых. Очень энергичный человек, большой хитрец, приверженец идей прогрессизма.
- Сергей Николаевич Локтев — отец Анны Сергеевны Одинцовой и Катерины. Известный аферист и игрок. После пятнадцати лет жизни в Москве и Петербурге, «проигрался в прах» и вынужден был поселиться в деревне. На момент действия романа его уже нет в живых.
- Княжна Авдотья Степановна — тётка Анны Сергеевны Одинцовой, злая и чванная старуха. После смерти отца Анна Сергеевна поселила её у себя. В конце романа умирает, «забытая в самый день смерти».
- Тимофеич — приказчик Василия Ивановича Базарова, бывший дядька Евгения Базарова. Потёртый и проворный старичок с выцветшими жёлтыми волосами.
- Прокофьич — старый слуга Кирсановых. Постоянно вспоминает прежние времена и не любит Базарова, считая его бесстыдным проходимцем и «живодёром».

## Замысел романа
В письме драматургу Константину Случевскому от 14 апреля 1862 года Тургенев разъясняет замысел своего романа:
Вся моя повесть направлена против дворянства как передового класса. Вглядитесь в лица Николая Петровича, Павла Петровича, Аркадия. Слабость и вялость или ограниченность. Эстетическое чувство заставило меня взять именно хороших представителей дворянства, чтобы тем вернее доказать мою тему: если сливки плохи, что же молоко?

## Экранизации романа
- 1915 — Отцы и дети (Россия)(реж. Вячеслав Висковский) (фильм сохранился фрагментарно).
- 1951 — Весна в Марьино / Spring at Marino (ТВ) (Великобритания). (по мотивам романа «Отцы и дети» и пьесы британского драматурга Констанс Кокс[англ.])
- 1958 — Отцы и дети (СССР) (реж. Адольф Бергункер, Наталья Рашевская)
- 1958 — Отцы и дети / Padri e figli (ТВ) (сериал) (Италия), режиссёр Гульельмо Моранди[итал.]
- 1971 — Отцы и дети / Otcové a deti (ТВ) (Чехословакия), режиссёр Ева Садкова[англ.]
- 1971 — Отцы и дети / Fathers and Sons (ТВ) (сериал) (Великобритания)
- 1972 — Отцы и дети / Padres e hijos (ТВ), (Испания), (сериал «Новелла»[исп.])
- 1974 — Отцы и дети (реж. Алина Казьмина, Евгений Симонов), фильм-спектакль в постановке Государственного академического Малого театра СССР
- 1978 — Отцы и дети / Väter und Söhne (ТВ) (ФРГ). Реж. Клаус Петер Витт[нем.]
- 1978 — Отцы и дети / Padres e hijos (ТВ), (Испания), (сериал «Новелла»[исп.]
- 1983 — Отцы и дети (реж. Вячеслав Никифоров)
- 1991 — Отцы и дети / Fædre og sønner (ТВ) (Дания). Реж.Эйун Йоханнесен[дат.]
- 2008 — Отцы и дети (реж. Авдотья Смирнова)

## Театральные постановки
- 1987 — Королевский национальный театр (Лондон) — пьеса «Отцы и сыновья»[англ.] (адаптация оригинала) ирландского драматурга Брайена Фрила.
- 1987 — Театр города Торонто — пьеса «Ничего святого»[англ.] (адаптация оригинала) канадского драматурга и сценариста Джорджа Уокера[англ.].
- 2008 — Московский театр п/р О. Табакова, режиссёр — Константин Богомолов.
- 2012 — Московский молодёжный театр п/р В. Спесивцева, режиссёр — Вячеслав Спесивцев.
- 13 апреля 2013 — новосибирский театр «Красный факел», постановка «Отцы и сыновья» по одноимённой пьесе Брайена Фрила, режиссёр — Александр Баргман.